# Língua ngamini
Ngamini é uma língua aborígine australiana extinta da família Pama-Nyungan, que já foi falada pelo povo ngamini e povos relacionados.